# Мессьє 95

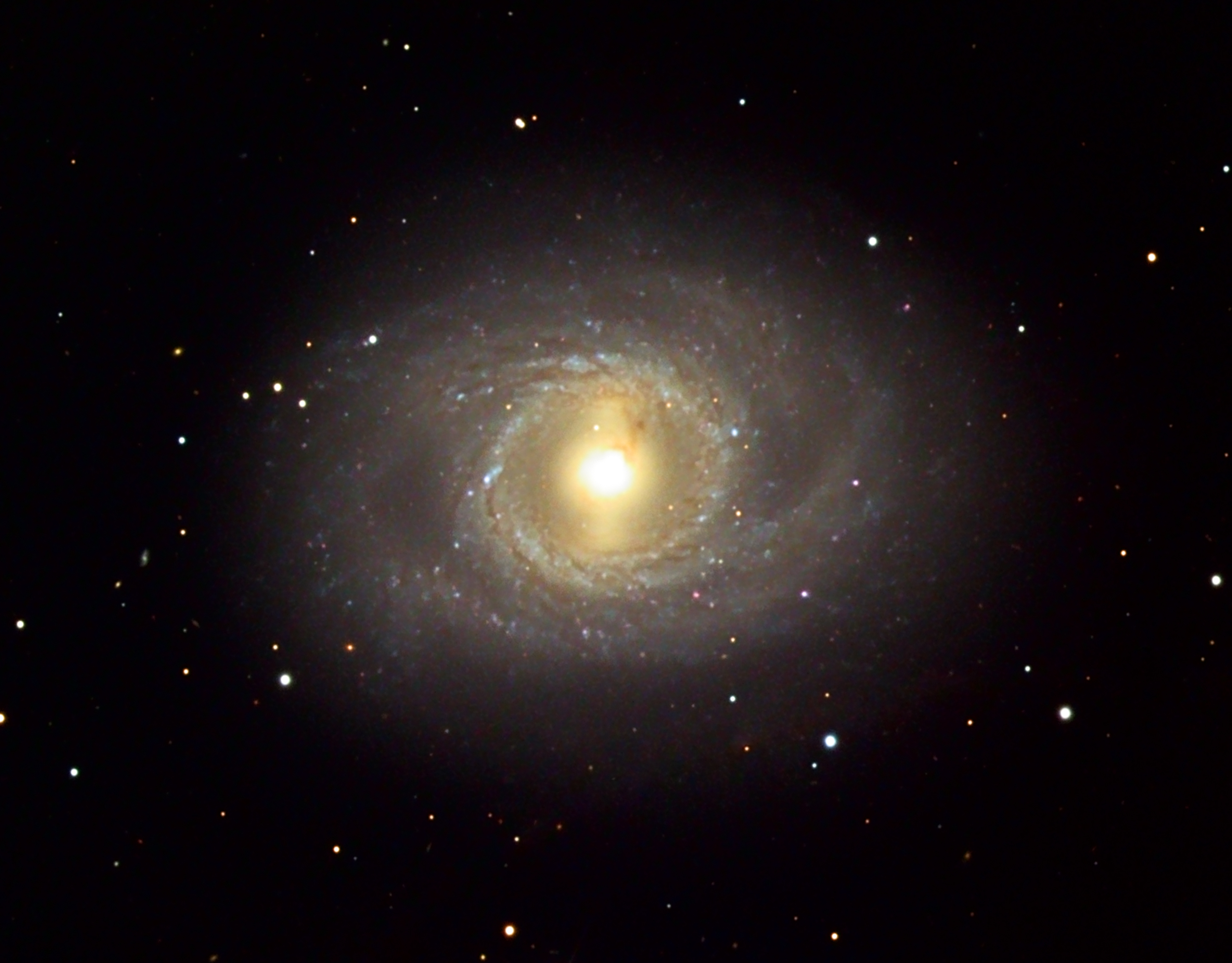
Messier 95, 24 inch telescope on Mt. Lemmon, AZ. Courtesy of Joseph D. Schulman

Мессьє 95 (М95, інші позначення -NGC 3351,UGC5850,MCG 2-28-1, ZWG 66.4, IRAS10413 1158, PGC 32007) — галактика у сузір'ї Лев. Розташована на відстані 32,6 мільйонів світлових років від Чумацького Шляху.
Цей об'єкт входить у число перерахованих в оригінальній редакції нового загального каталогу.
Була класифікована Габблом як зразок галактики SBb.

## Відкриття
Відкривачем цього об'єкта є Мешан П'єр Франсуа Андре, який вперше спостерігав за об'єктом 20 березня 1781.

## Навігатори
| ◄ NGC 3348 \| NGC 3349-1 \| NGC 3349-2 \| NGC 3350 \| NGC 3351 \| NGC 3352 \| NGC 3353 \| NGC 3354 \| NGC 3355 ► |

Координати:  10г 43м 57.7с, +11° 42′ 14″